# Physothorax bidentulus
Physothorax bidentulus är en stekelart som beskrevs av Burks 1969. Physothorax bidentulus ingår i släktet Physothorax och familjen gallglanssteklar. Inga underarter finns listade i Catalogue of Life.